# Jørgen Nielsen (fodboldspiller)
 For alternative betydninger, se Jørgen Nielsen. (Se også artikler, som begynder med Jørgen Nielsen)
Jørgen Tofte Nielsen (født 6. maj 1971 i Nykøbing Falster, Danmark) er en dansk tidligere fodboldspiller, der spillede som målmand.
Nielsen skrev under med Liverpool i 1997 og var på Anfield i fem år, men han fik aldrig en officiel kamp for Liverpool F.C. Nielsen stoppede med fodbold i september 2007 for at koncentrere sig om sin universitetsudannelse i statskundskab. I marts 2008 startede han igen efter karrierestoppet, hvor han spillede for Frem i en periode.

## Titler
Individual
- Det gyldne bur: 1996